# Parafia Matki Bożej Różańcowej w Przydonicy
Parafia Matki Bożej Różańcowej w Przydonicy – parafia rzymskokatolicka, znajdująca się w diecezji tarnowskiej, w dekanacie Zakliczyn.